# نووا وس (ناحیه ریخنوف ناد کنیژنوو)
نووا وس (ناحیه ریخنوف ناد کنیژنوو) (به چکی: Nová Ves) یک منطقهٔ مسکونی در جمهوری چک است که در ناحیه ریخنوف ناد کنیژنوو واقع شده‌است. نووا وس ۸٫۴۲ کیلومتر مربع مساحت و ۱۶۴ نفر جمعیت دارد و ۲۷۶ متر بالاتر از سطح دریا واقع شده‌است.